# Engelstrompeten
Die Engelstrompeten (Brugmansia) sind eine Pflanzengattung der Nachtschattengewächse. Ursprünglich in Südamerika verbreitet, wird die Pflanze wegen der auffälligen Blüten inzwischen weltweit kultiviert. Durch den hohen Anteil an Alkaloiden sind alle Pflanzenteile hochgiftig. Der botanische Name der Gattung ehrt den niederländischen Arzt und Botaniker Sebald Justinus Brugmans (1763–1819).

## Beschreibung

### Vegetative Merkmale
Engelstrompeten sind 2 bis 5 Meter hohe Sträucher oder Bäume.
Die wechselständigen, großen Laubblätter können behaart oder unbehaart sein, die Formen variieren zwischen eiförmig, elliptisch, eiförmig- bis schmal-elliptisch oder länglich. Der Blattrand kann ganz, gezähnt oder buchtig sein. Die Spitze ist spitz bis zugespitzt, die Basis ist abgerundet, oftmals dabei unsymmetrisch. Die Größe der Blätter beträgt 10 bis 23 (25) × 4 bis 11 cm. Die Blattstiele sind 2,5 bis 8 (15) cm lang.

### Blüten

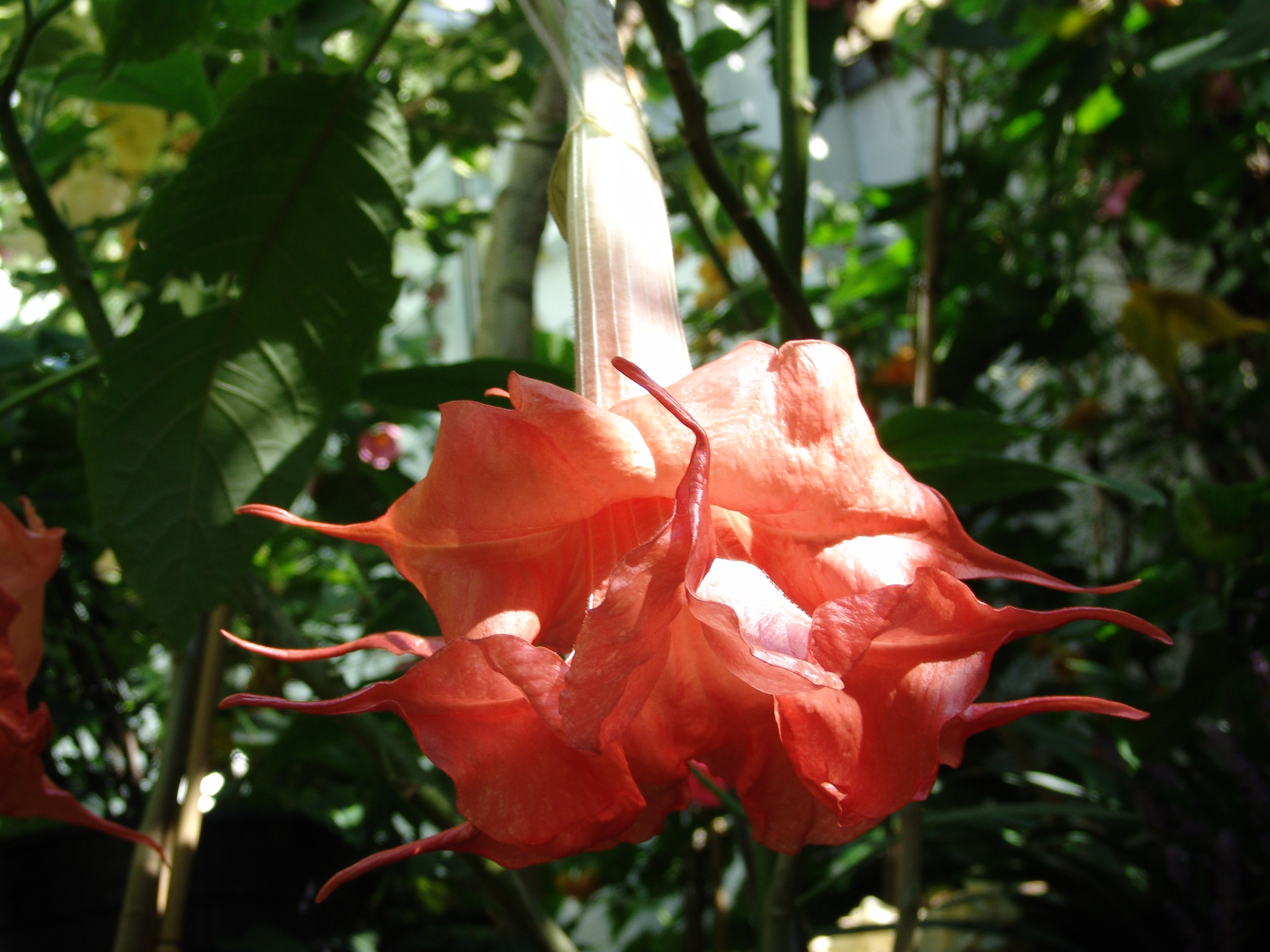
Gefüllt blühende Engelstrompete (Brugmansia x candida f. pleno 'Angels Exotic')

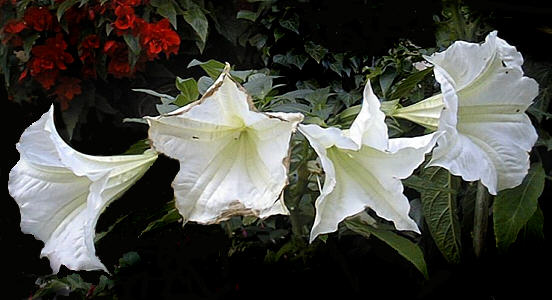
Blühende Engelstrompete

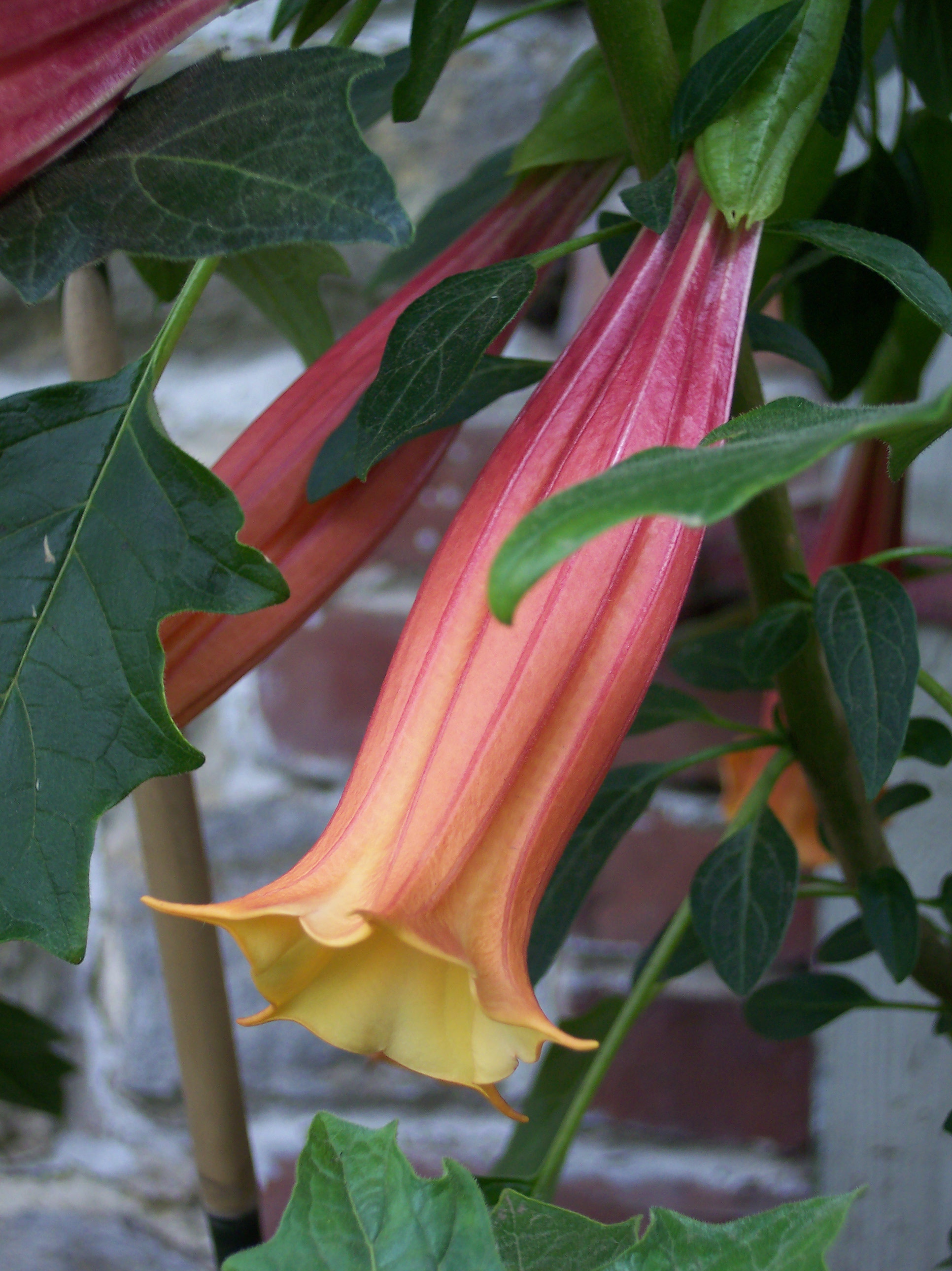
Brugmansia vulcanicola, Blüte

Die oft einzeln erscheinenden, sehr großen (sie zählen zu den größten Blüten), zwittrigen, fünfzähligen Blüten mit doppelter Blütenhülle stehen an einem 2,5 bis 4 (6) cm langen Blütenstiel, sind für gewöhnlich duftend, manchmal unangenehm riechend, hängend oder schräg geneigt. Auffällig ist der zygomorphe, röhrige Blütenkelch, der (1) 2 bis 5 Kelchzipfel besitzt, die unterschiedlich lang sind. Manchmal ist der Kelch auf einer Seite gespalten, so dass er ein blütenscheidenartiges Aussehen besitzt. Nach der Blühphase fällt der Kelch bei einigen Arten ab, während er bei anderen Arten um die reifende Frucht bestehen bleibt. Die Krone ist 15 bis 30, selten sogar bis 45 cm lang, weiß oder rot, seltener gelb oder rötlich und bleibt während der gesamten Blühphase geöffnet. Sie ist meist trichterförmig, selten schmal trichterförmig bis fast röhrenförmig, der Rand ist mit meist fünf bis zehn zurückgebogenen oder eingerollten Zähnen, Zipfeln am Rand des verwachsenen Saums versehen.
Die meist eingeschlossenen, fünf Staubblätter sind gleichgestaltig. Die Staubbeutel sind 12 bis 40 mm lang, stehen frei oder sind zueinander geneigt und weisen eine Behaarung auf. Die Staubfäden sind in etwa in der Hälfte der Krone mit dieser verwachsen, im oberen Teil unbehaart, jedoch in der Nähe der Verwachsung mit der Krone kräftiger behaart. Der oberständige Fruchtknoten ist über seine gesamte Länge zweifächerig. Die kreisförmig angeordneten Nektarien sind leicht hervorstehend. Der schlanke Griffel ist endständig mit zweilappiger Narbe. Oft zählen die Blüten zu den Revolverblumen.

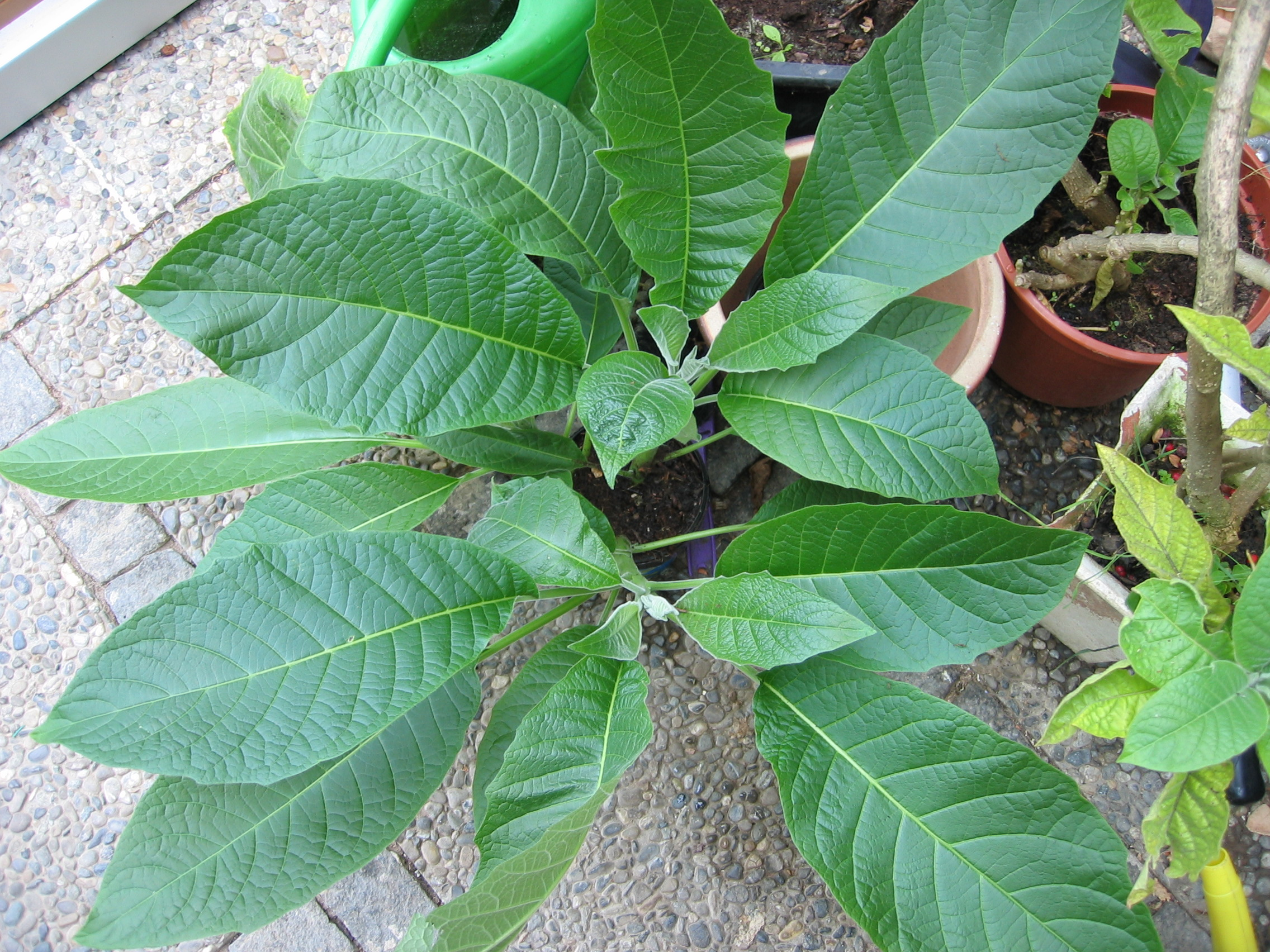
Blätter
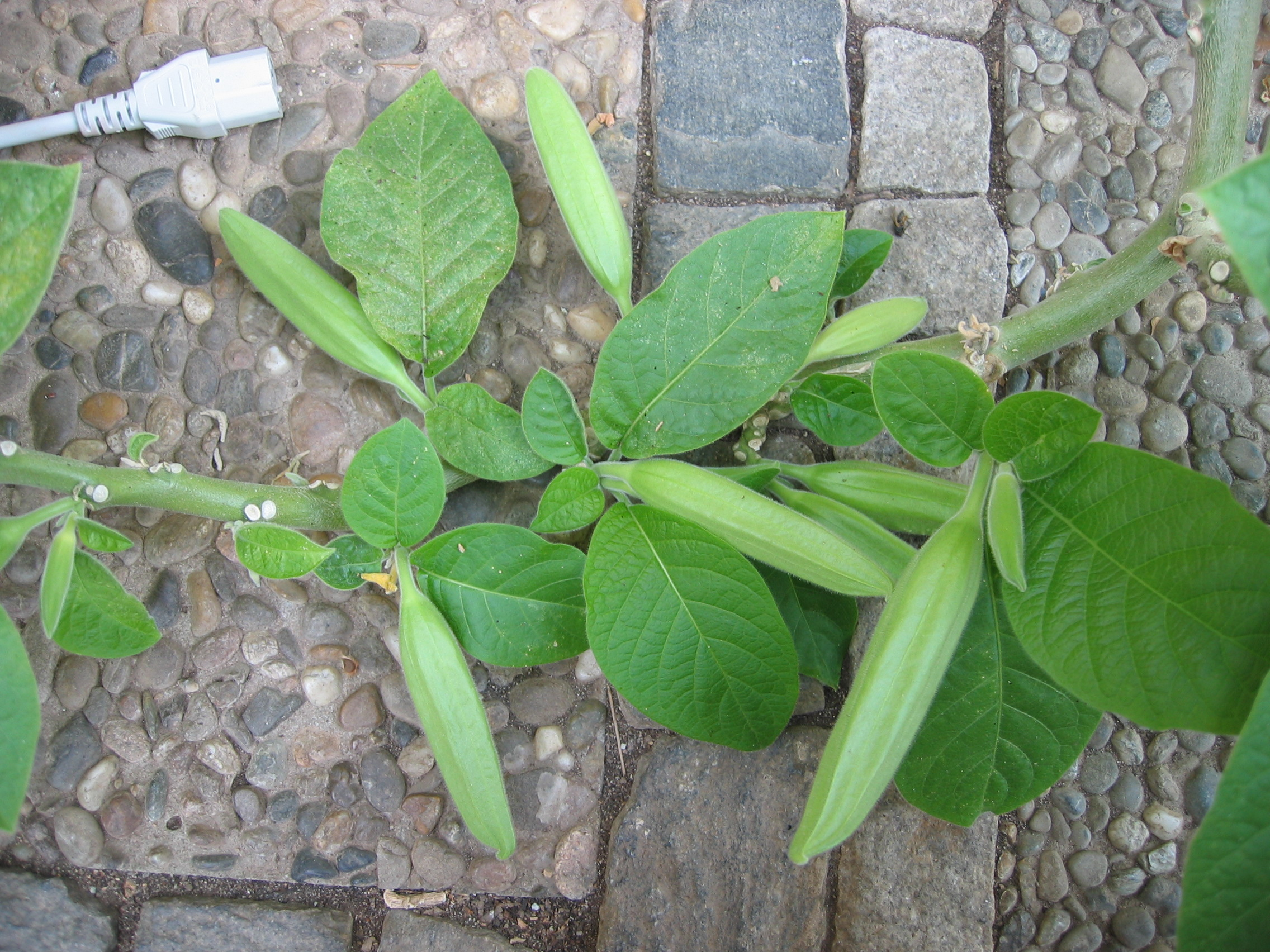
Knospen
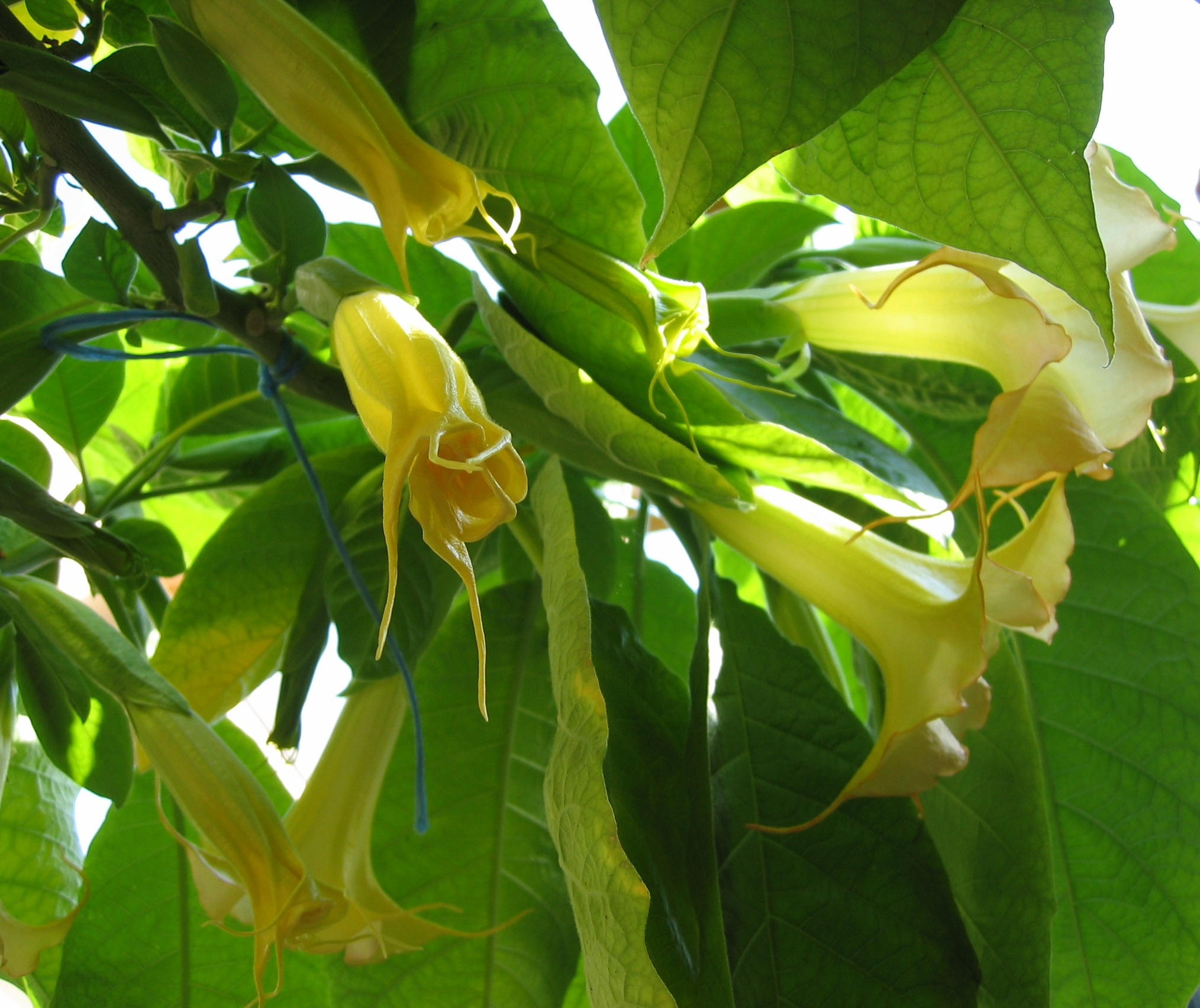
Knospe geöffnet
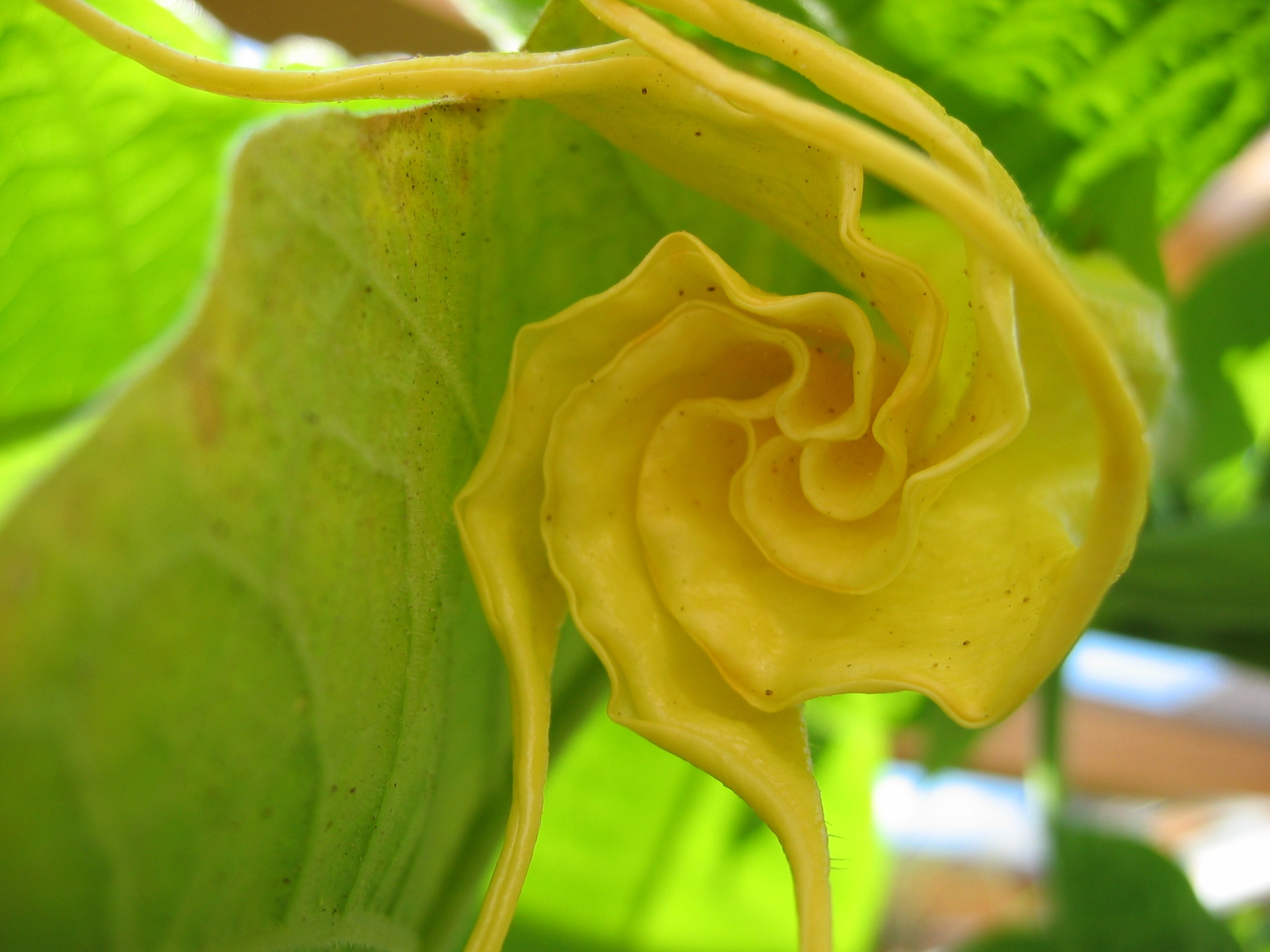
Blüte öffnet sich
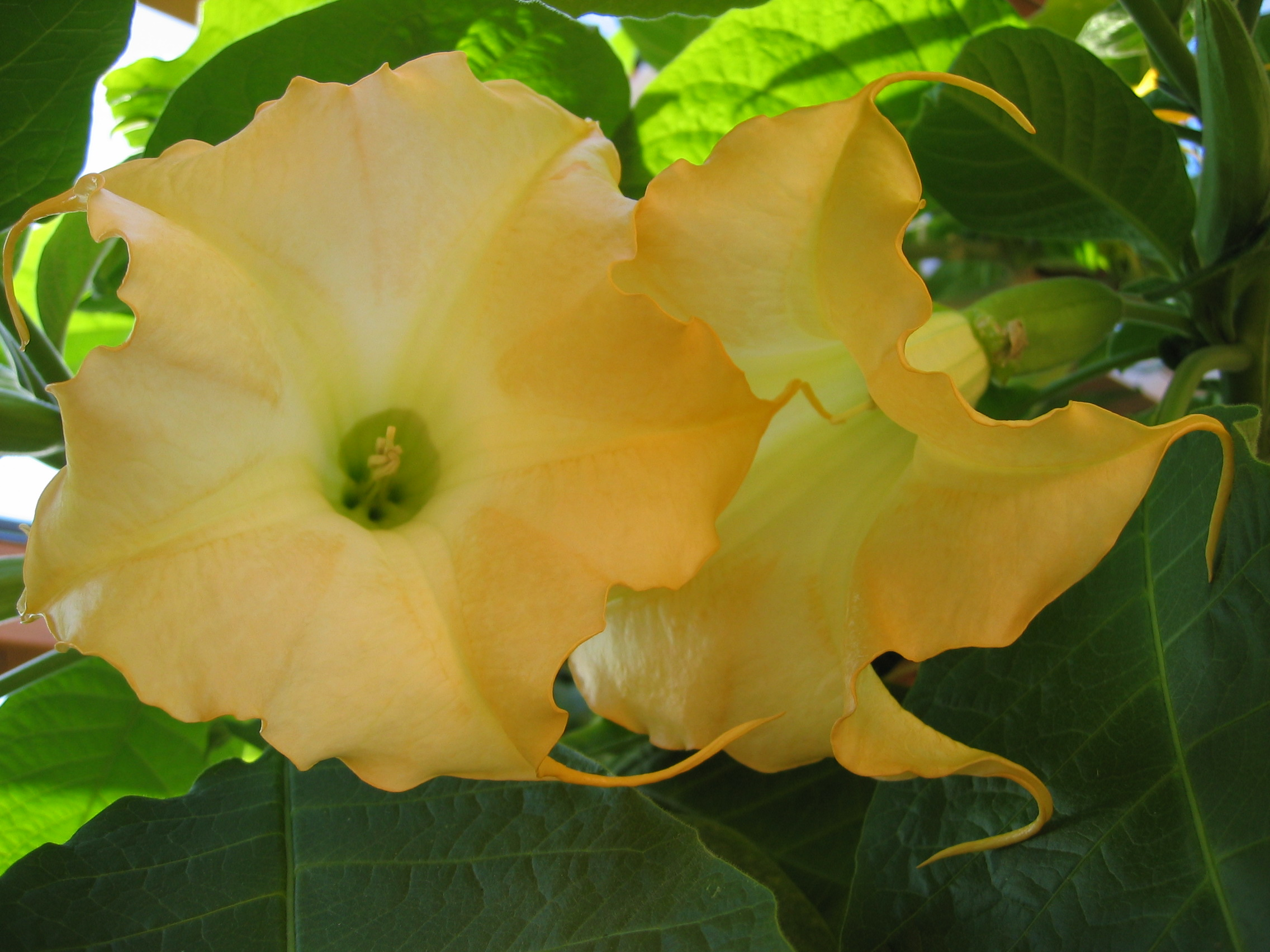
Gelbe Blüten
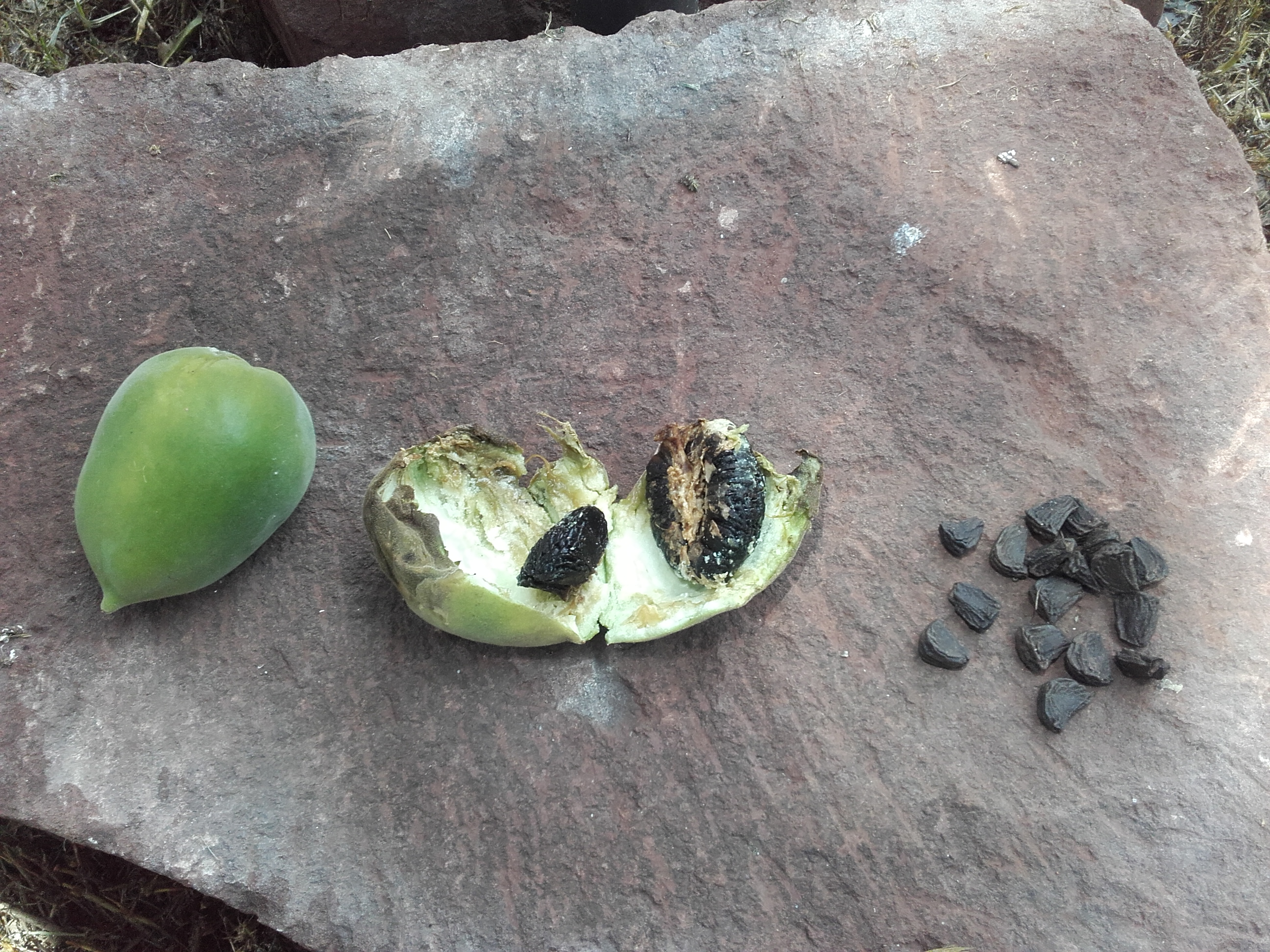
Frucht und Samen einer Engelstrompete

### Früchte und Samen

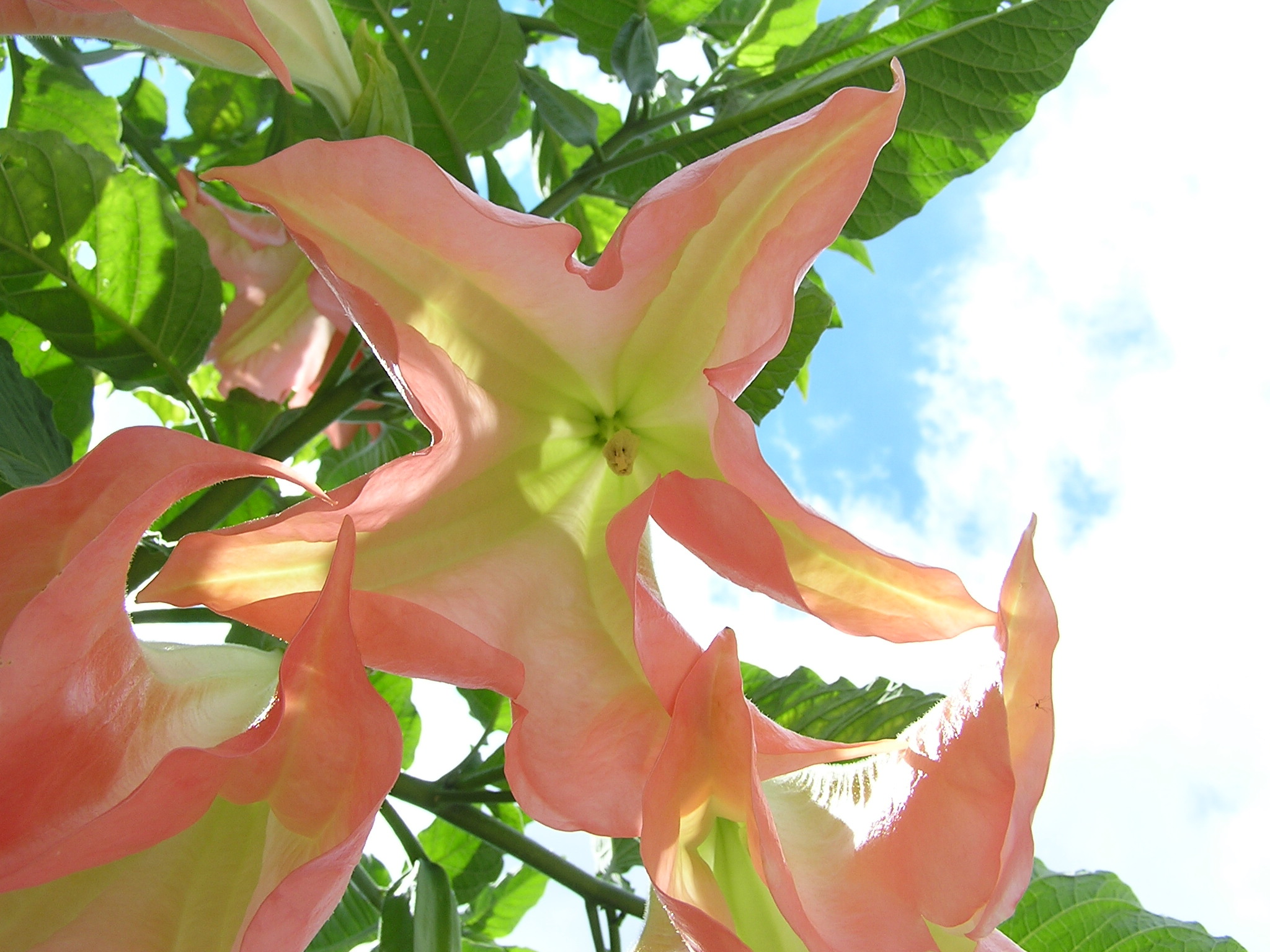
Engelstrompete, Blüten von unten

Die behaarten bis kahlen, vielsamigen Früchte der Engelstrompeten sind Beeren, die eiförmig, verkehrt-eiförmig oder eilanzettlich und spindelförmig und 5,5 bis über 40 cm lang sein können. Sie öffnen sich meist nicht, enthalten je nach Art weniger als 100 oder mehr als 300 Samen. Diese sind mit 6 bis 12 mm Länge relativ groß, keil- bis leicht nierenförmig oder unregelmäßig geformt. Die Oberfläche der Samen ist mehr oder weniger texturiert, für gewöhnlich dick, manchmal korkartig.

### Inhaltsstoffe
Alle Arten der Engelstrompeten enthalten giftige Alkaloide der Tropangruppe. Zu den wichtigsten Alkaloiden, die in den oberirdischen Teilen aller untersuchten Arten zu finden sind, gehören L-Hyoscyamin, Atropin (DL-Hyoscyamin) und Scopolamin sowie eine geringere Menge an von diesen Stoffen abgeleiteten Substanzen. Auch in den Wurzeln ist eine ähnlich hohe Konzentration an Estern von Tropan-Diol und Tropan-Triol zu finden.

## Vorkommen
Engelstrompeten stammen aus den Anden Südamerikas, wo sie vor allem in offenen, gestörten Habitaten, neben Straßen oder an Stätten ehemaliger Zivilisation zu finden sind. Dabei kommen sie sowohl in Meeresnähe als auch in Höhen bis zu 3000 Metern vor.

## Bedeutung

### Ethnobotanik
Im gesamten Andenraum, mit Ausnahme des südlichsten Teil Chiles, sind ethnobotanische Verwendungen verschiedener Brugmansia-Arten bekannt, dabei variiert die Zubereitung und Anwendung sehr stark. Im Amazonasbecken wird Brugmansia suaveolens unter dem Namen toa im begrenzten Rahmen für medizinische Zwecke eingesetzt. Rein halluzinogene Anwendungen sind überwiegend aus dem westlichen Teil Südamerikas bekannt, so vor allem von Stämmen, die an den Osthängen der Anden sowie im bewaldeten, nördlichen Teil der Pazifikküste beheimatet sind.
Einige Stämme des westlichen Amazonasgebietes in Ecuador nutzten die Wirkung der Inhaltsstoffe der Pflanzen, um ungezogene Kinder zu erziehen. Die Jiváro glaubten, die Vorfahren würden während des Rauschzustandes zu den Kindern sprechen, um diese zu ermahnen. Eine Zubereitung einer weißblütigen Art soll den Jiváro geholfen haben, eine arutam (Seele) zu fangen, die den Besitzer vor dem Tod durch Gewalt, Gift oder Hexerei beschützen soll.
Vor der Entdeckung Amerikas sollen die Chibcha den Frauen und Sklaven getöteter Krieger und Häuptlinge eine Zubereitung aus Brugmansia-Teilen gereicht haben, damit diese in einen Zustand der Benommenheit gerieten und anschließend mit den Getöteten lebendig begraben werden konnten.

### Rauschmittel und Giftpflanze
Die Nutzung der Engelstrompete als Rauschmittel ist mittels Rauchen, Teezubereitung oder Einnahme üblich. Scopolamin und Hyoscyamin sind die halluzinogenen Hauptbestandteile.
Da das Rauschmittel leichtfertig überdosiert wird, ist es häufig zu Vergiftungen bis hin zum Tod gekommen. Es handelt sich um atropinerge Wirkungen, schwere internistische Komplikationen und delirante Zustände.
Der Nachweis einer Intoxikation durch Pflanzenteile kann durch Einsatz der Gaschromatographie-Massenspektrometrie erfolgen. Nachgewiesen werden meist die Alkaloide Hyoscyamin und Scopolamin als Trimethylsilyl-Derivate. Vergiftungssymptome werden beim Missbrauch, aber auch nach versehentlicher Vergiftung beobachtet. Das am längsten bestehende Symptom der Vergiftung ist in der Regel die Pupillenerweiterung, die auch bei Kindern bereits durch Reiben der Augen mit der Hand auftreten kann, nachdem zuvor die Pflanze berührt wurde.

### Zierpflanzen
Engelstrompeten werden wegen ihrer auffälligen Blüten immer häufiger als Zierpflanzen kultiviert, aufgrund ihrer Frostempfindlichkeit allerdings vorwiegend als Gewächshaus- oder Kübelpflanzen. In Lagen ohne langen Bodenfrost dagegen können sie auch im Freien überwintern. Die als Zierpflanzen verwendeten Pflanzen sind oft Hybride, die auf Arten aus Südamerika wie Brugmansia aurea, Brugmansia versicolor, Brugmansia sanguinea oder Brugmansia suaveolens zurückgehen. Sie haben meist weiß, aber auch gelb oder rötlich gefärbte und hängende Blüten.

## Systematik
Die Engelstrompeten werden in die Tribus Datureae innerhalb der Familie der Nachtschattengewächse (Solanaceae) eingeordnet. Lange Zeit wurde die Gattung als Teil der Gattung der Stechäpfel (Datura) angesehen, phylogenetische Untersuchungen jedoch bestätigten inzwischen die genetische Distanz zu dieser Gattung.
Die zur Familie der Solanaceae gehörende Gattung Brugmansia wird in die zwei Sektionen (kalte und warme Gruppe) unterteilt.
Sektion Brugmansia (warme Gruppe)
Die Arten und Sorten aus dieser Gruppe sind leichter zu kultivieren als die der Sektion Sphaerocarpium. Sie sind weniger virusanfällig und weniger empfindlich gegen hohe Temperaturen. Wegen der höheren Wärmetoleranz werden sie manchmal informell als 'Warme Gruppe' bezeichnet.
- Brugmansia aurea Lagerh.: Kolumbien bis Ecuador.[14]
- Brugmansia insignis (Barb. Rodr.) Lockwood ex R.E. Schult. (Syn.: Brugmansia dolichocarpa Lagerh.): Westliches Südamerika bis nordwestliches Brasilien.[14]
- Brugmansia suaveolens (Willd.) Sweet: Brasilien.[14]
- Brugmansia versicolor Lagerh.: Westliches Ecuador.[14]

Section Sphaerocarpium (kalte Gruppe)
Diese Gruppe umfasst zwei sehr ähnliche Arten, Brugmansia sanguinea und Brugmansia vulcanicola sowie Brugmansia arborea, welche sich zwar in vielerlei Hinsicht von den beiden erstgenannten unterscheidet, aber mit ihnen kreuzbar ist. Sie wachsen im Allgemeinen in höheren Lagen als die Arten der Sektion Brugmansia, obgleich Brugmansia aurea überlappt. Die Sektion wird wegen der Wärmeempfindlichkeit der ersten beiden Arten informell als 'Kalte Gruppe' bezeichnet, die bei über 25 °C mit Knospenabwurf reagieren. Hybriden mit Brugmansia arborea können weniger empfindlich sein.
- Brugmansia arborea (L.) Sweet: Ecuador bis nördliches Chile.[14]
- Brugmansia sanguinea (Ruiz & Pavón) G. Don: Westliches Südamerika bis nördliches Chile.[14]
- Brugmansia vulcanicola (A.S. Barclay) R.E. Schult.: Südwestliches Kolumbien bis südlich-zentrales Ecuador.[14]

Auf Grundlage dieser Untersuchungen werden derzeit folgende Hybriden anerkannt:
- Brugmansia × candida Pers. = Brugmansia aurea × Brugmansia versicolor: Südliches Kolumbien bis Ecuador.[14]
- Brugmansia × rubella (Saff.) Moldenke (Syn.: Brugmansia × flava Herklotz ex U.Preissel & H.G.Preissel): Ecuador.[14]

Die International Brugmansia & Datura Society, Inc. (IBADS/iBrugs) ist die offizielle International Cultivar Registration Authority (ICRA) für die Gattung Brugmansia. Diese Rolle wurde im Jahr 2002 von der International Society for Horticultural Sciences (ISHS) zuerst an die American Brugmansia And Datura Society (ABADS) übertragen. Im August 2010 wechselte ABADS offiziell ihren Namen in IBADS/iBrugs.